# 大地窝堡站
大地窝堡站（維吾爾語：چوڭ دىۋوپۇ بېكىتى‎，拉丁维文：Chong Diwopu békiti）是乌鲁木齐地铁1号线的地铁车站，位于中国新疆维吾尔自治区乌鲁木齐市新市区城北大道与迎宾路交叉口东北侧，于2018年10月25日开通。

## 车站结构

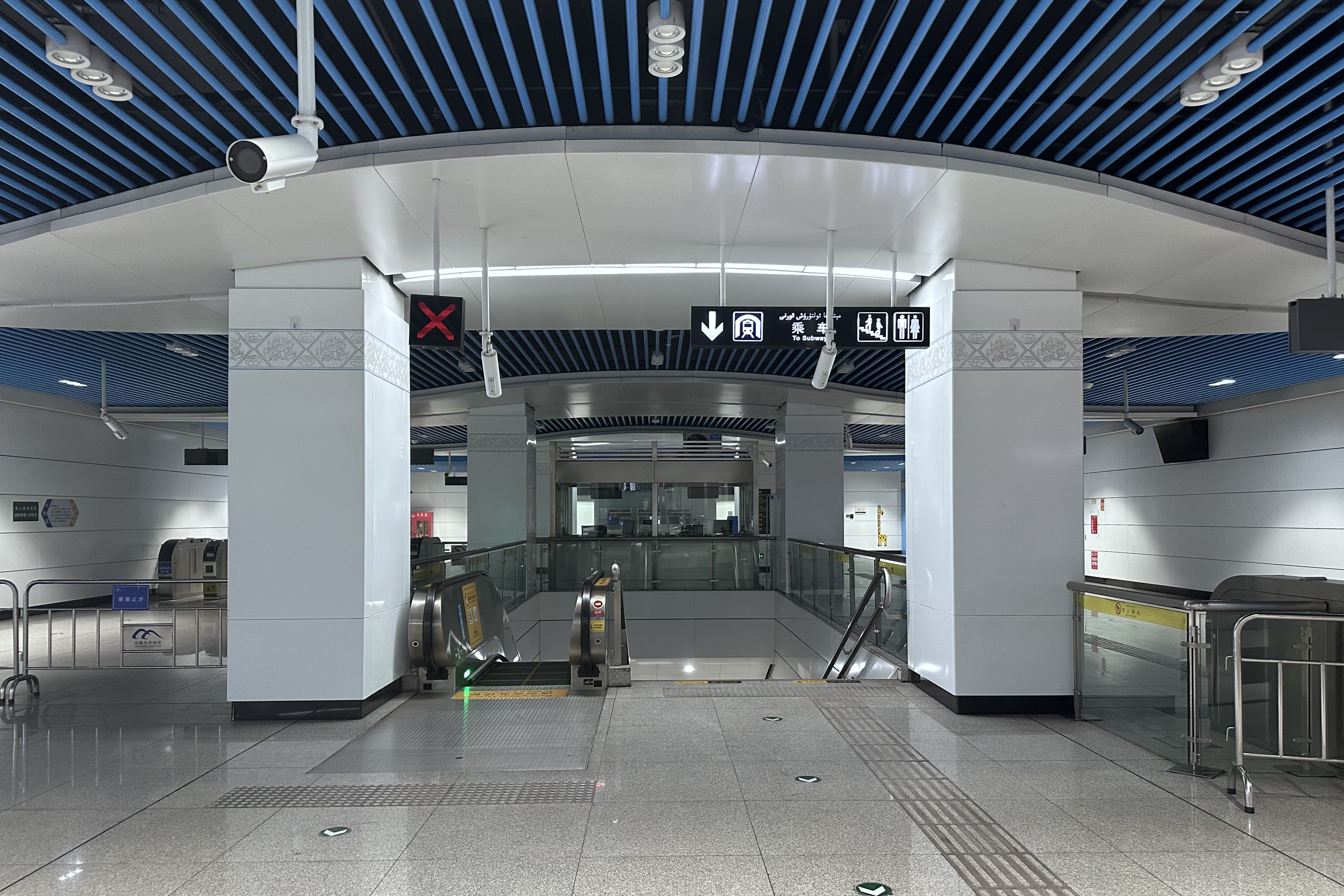
站厅

大地窝堡站沿城北大道东西向设置，为地下二层岛式站台车站，车站长214.7米，车站地下一层为站厅层，地下二层为站台层，站台设置全高站台门。
| 地面              | 出入口 | A、D出入口                                                                                                  |
| 地下一层          | 站厅   | 客服中心、自动售票机、验票机                                                                                |
| 地下二层          | 站台   | \| \| \| █ 1号线往国际机场（終點站） \| \| 島式 · 開左邊车门 \| \| \| \| \| \| █ 1号线往三屯碑（宣仁墩） \| |
|                   |        | █ 1号线往国际机场（終點站）                                                                                 |
| 島式 · 開左邊车门 |        | |
|                   |        | █ 1号线往三屯碑（宣仁墩）                                                                                   |

## 车站出口
大地窝堡站目前开放2个出入口，各出口及周围设施如下所示：
| 编号                | 出入口信息                           | 照片 | 无障碍设施 |
| ------------------- | ------------------------------------ | ---- | ---------- |
| A · 出口            | 城北大道北侧，乌鲁木齐市第七十六中学 |      | 不適用     |
| D · 出口 · （设有） | 城北大道南侧，和谐小区               |      |            |
| 图例： 设有         |                                      |      |            |

## 接驳交通

### 公交车
- 地调处：37路，3406路
- 迎宾北一路路口：37路，3406路，5302路

## 车站历史
- 2018年10月25日，车站随1号线北段通车开通[1]。
- 2020年
  - 2月2日，受新冠疫情影响，车站暂停运营[3]。3月11日，车站恢复运营[4]。
  - 7月16日，受新冠疫情影响，车站暂停运营[5]。9月20日，车站恢复运营[6]。